# Arcturus lytocarpicola
Arcturus lytocarpicola is een pissebeddensoort uit de familie van de Arcturidae. De wetenschappelijke naam van de soort is voor het eerst geldig gepubliceerd in 2011 door Nunomura.